# معركة بلنجر الأولى
معركة بلنجر وتسمي معركة بلنجر الأولى هي معركة ضمن الحروب الإسلامية الخزرية دارت بين جيش الخلافة الراشدة بقيادة عبد الرحمن بن ربيعة الباهلي وجيش خانات الخزر في 650 /30 هـ.

## الخلفية

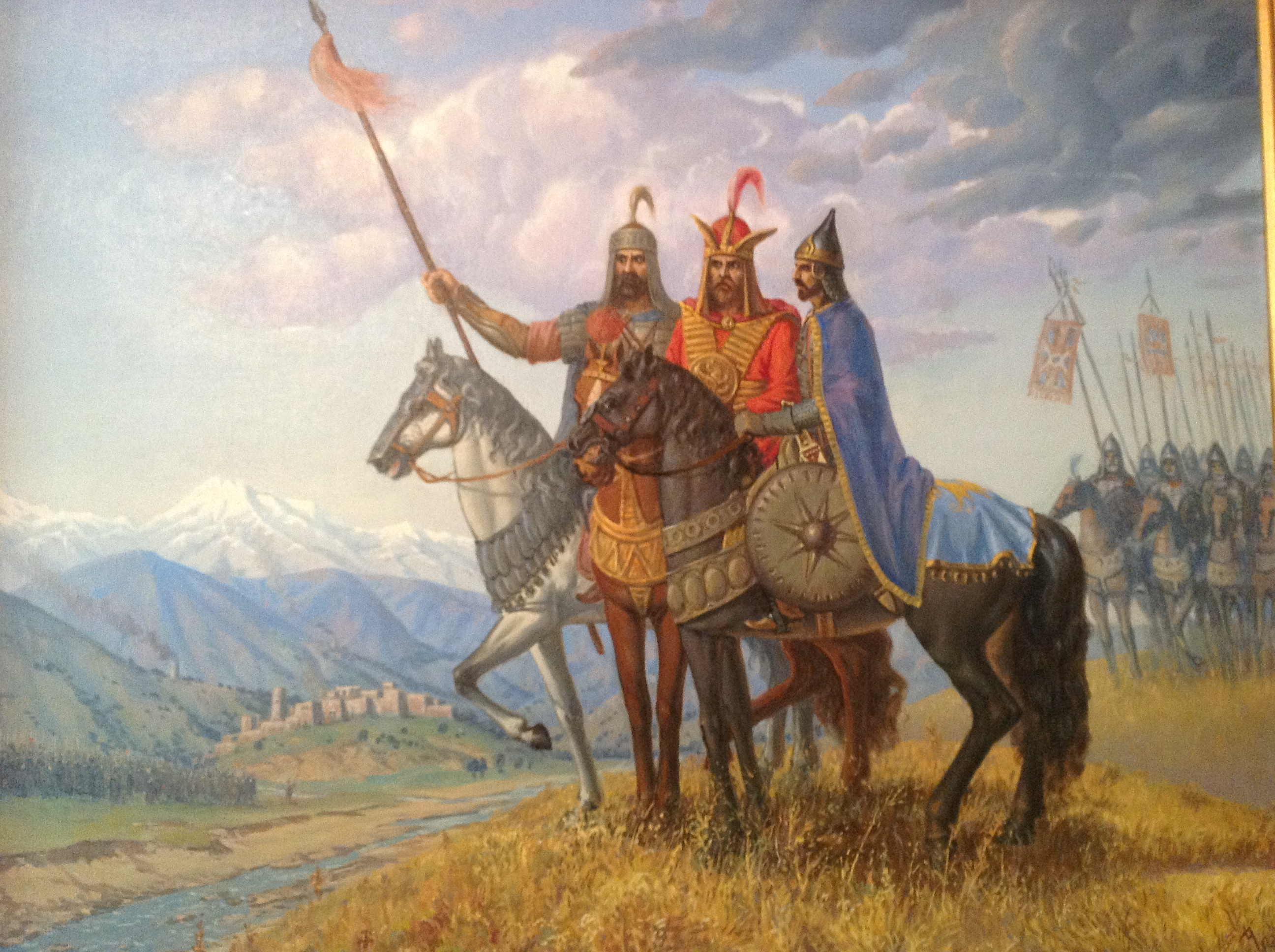
مرزبان الفُرس مع المُسلمين عند وُصولهم مدينة باب الأبواب.

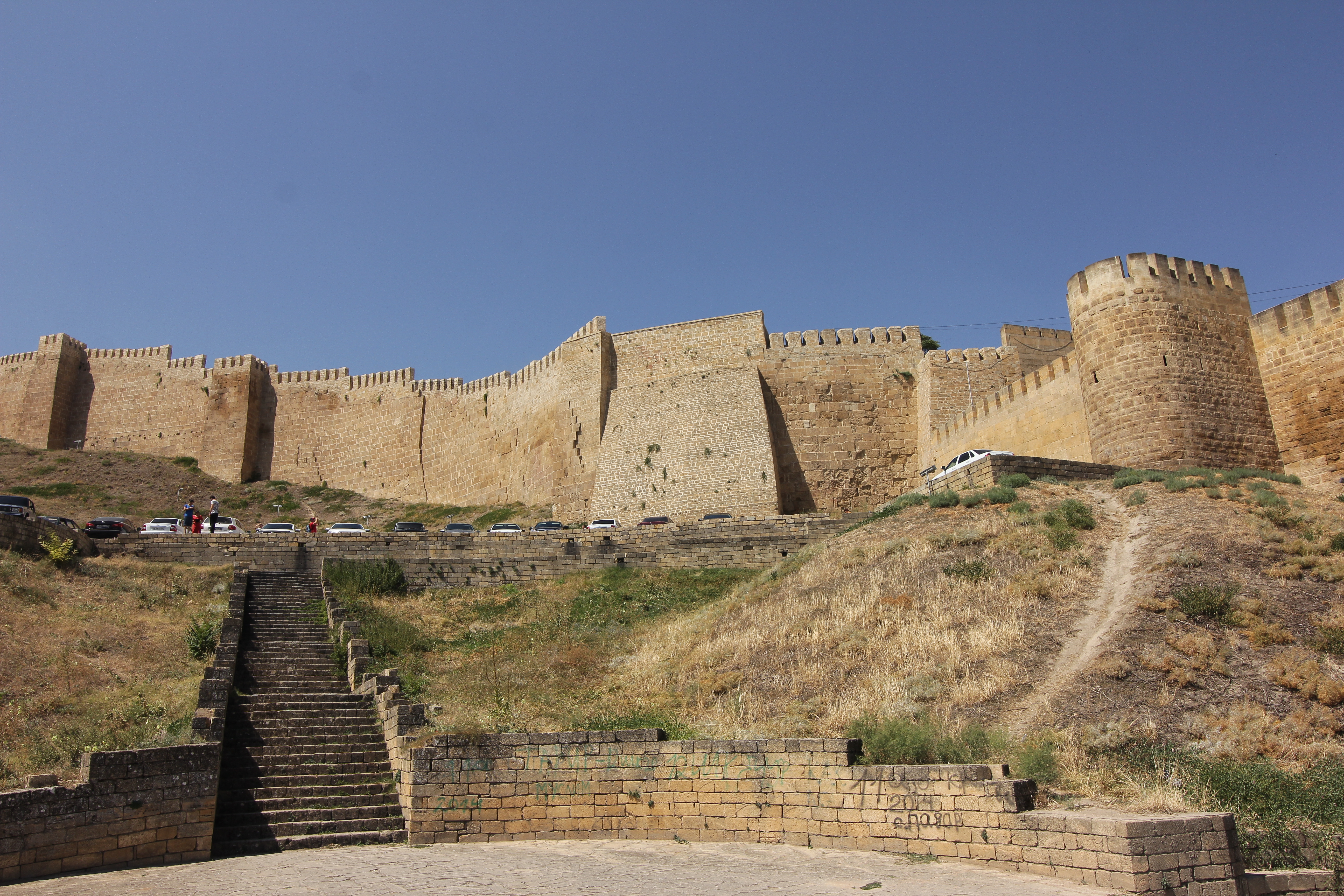
جانب من الأسوار الهائلة لِباب الأبواب، التي قابلها الفاتحون المُسلمون لمَّا قدموا المدينة، قبل أن يُسلِّمها حاكمها صُلحًا دون قتال. شكَّل فتح هذه المدينة نصرًا استراتيجيًّا مُهمًا لِلمُسلمين إذ فتح لهم الدرب شمالًا.

لمَّا انهارت الإمبراطوريَّة الساسانيَّة أمام ضربات المُسلمين المُتتالية، واستُكشفت بعض بلاد أرمينية عن طريق حملات عياض بن غنم وعُثمان بن أبي العاص، وتبيَّنت الضرورات الإستراتيجيَّة لِفتح باب الابواب (دربند حاليا) فتحًا مُستدامًا، حيث يهدف فتحها إلى وضع حدٍ لِمُقاومة الفُرس وحماية البلاد المفتوحة في فارس وأذربيجان من بقايا الجُيُوش الساسانيَّة، بِالقضاء على آخر معقلٍ لِلفُرس في أرمينية.، ولذلك في عام 22هـ أوكل الخليفة عُمر بن الخطَّاب مُهمَّة فتح باب الأبواب، إلى سُراقة بن عمرو، وجعل على مُقدمته عبد الرحمٰن بن ربيعة الباهلي، وجعل على إحدى مجنبتيه حُذيفة بن أسيد الغفاري، وسمَّى لِلأُخرى بُكير بن عبد الله الليثي - وكان بإزاء مدينة باب الأبواب قبل قُدُوم سُراقة بن عمرو عليه، وكتب إلى بُكير أن يلحق بِسُراقة، وجعل على المقاسم سلمان بن ربيعة الباهلي. وسلك سُراقة طريق بحر الخزر (بحر قزوين)، لأنَّهُ أقصر طريق يُؤدِّي إلى باب الأبواب، ولِأنَّ هذا الطريق يُجنِّب الجيش الإسلامي وُعُورة المسالك الجبليَّة، ولِأنَّ الجيش يكون في جناحه الأيمن أمينًا بِالبحر وجناحه الأيسر أمينًا بِأذربيجان التي استسلمت نهائيًّا لِلمُسلمين. وقدَّم سُراقة عبدُ الرحمٰن بن ربيعة الباهليّ، وخرج في أثره من أذربيجان باتجاه الباب على ما عبَّأه عُمر بن الخطَّاب في قيادة الميمنة والميسرة، كما أمدَّهُ عُمر بِحبيب بن مسلمة الفهري الذري صرفه إليه من الجزيرة الفُراتيَّة. ولمَّا أطلَّ عبدُ الرحمٰن بن ربيعة على الباب، وحاكمها يومئذٍ مرزبانٌ يُدعى «شهربراز» من أهل فارس، يحكم البلاد باسم الشاه الساسانيّ، استأمن المرزبان عبد الرحمٰن على أن يأتيه، فأمَّنه عبدُ الرحمٰن، فأتى شهربراز وهو خارج المدينة قبل أن يفتحها. وقال شهربراز لِعبد الرحمٰن: «إِنِّي بِإزَاءِ عَدُوٍّ كَلِب وَأُمَمٍ مُختَلِفَةٍ، لَا يُنسَبُونَ إِلى أَحسَاب، وَلَيسَ يَنبَغِي لِذِي الحَسبِ وَالعَقلِ أن يُعِّينَ أَمثَالَ هَؤُلَاء، وَلَا يِستَعِينَ بِهِم عَلَى ذَوِي الأَحسَابِ وَالأُصُولِ، وَذُو الحَسَبِ قَرِيبِ ذِي الحَسَبِ حَيثُ كَان، وَلَستُ مِنَ القَبَجِ فِي شَيءٍ، وَلَا مِنَ الأَرمَنِ، وَإِنَّكُم قَد غَلَبتُم عَلَى بِلَادِي وَأُمَّتِي، فَأَنَا اليَومَ مِنكُم وَيَدِي مَعَ أيدِيَكُم، وَصَغوِيَ مَعَكُم، وبَارَكَ الله لَنَا وَلَكُم، وَجِزيَتَنَا إِلَيكُم وَالنَّصرُ لِكُم، والقِيَامُ بِمَا تُحِبُّون، فَلَا تَذِلُّونَا بِالجِزيَة فَتُوهِنُونَا لِعَدُوِّكُم». فقال عبد الرحمٰن: «فَوقِيَ رَجُلٌ قَد أَظَلَّك، فَسِر إِليهِ». وسار شهربراز إلى سُراقة، فقال لهُ مثل ما قال لِعبد الرحمٰن، فقال سُراقة: «قَد قَبِلتُ ذَلِكَ فِيمَن كَانَ مَعَكَ عَلَى هَذَا، مَا دَامَ عَلَيهِ، وَلَا بُدَّ مِنَ الجَزَاءِ مِمَّن يُقِيمُ وَلَا يَنهَضُ»، فقبل ذلك، وصارت سُنَّةً فيمن كان يُحارب العدو من غير المُسلمين، وفيمن لم يكن قادرًا على دفع الجزية، فيُستنفروا إلى الحرب فتُوضع عنهم جِزاء تلك السنة. وكتب سُراقة إلى عُمر بن الخطَّاب بِذلك، فأجازهُ وحسَّنه. وكتب سُراقة وثيقة صُلحٍ إلى شهربراز نصُّها:

هذا ما أعطى سُراقة بن عمرو عامل أمير المُؤمنين عُمر بن الخطَّاب شهربراز وسكان أرمينية والأرمن من الأمان، أعطاهم أمانًا لِأنفسهم وأموالهم ومِلَّتهم، ألَّا يُضاروا ولا يُنتقضوا. وعلى أهل أرمينية والأبواب الطُرَّاء منهم والتُنَّاء ومن حولهم فدخل معهم أن ينفروا لِكُلِّ غارةٍ وينفذوا لِكُلَّ أمرٍ ناب أو لم ينب رآه الوالي صلاحًا على أن تُوضع الجزاء عمَّن أجاب إلى ذلك إلَّا الحشر والحشر عوض من جزائهم ومن استغنى عنه منهم وقعد فعليه مثل ما على أهل أذربيجان من الجزاء والدَّلالة والنُّزل يومًا كاملًا، فإن حُشروا وُضع ذلك عنهم وإن تركوا أُخذوا به.

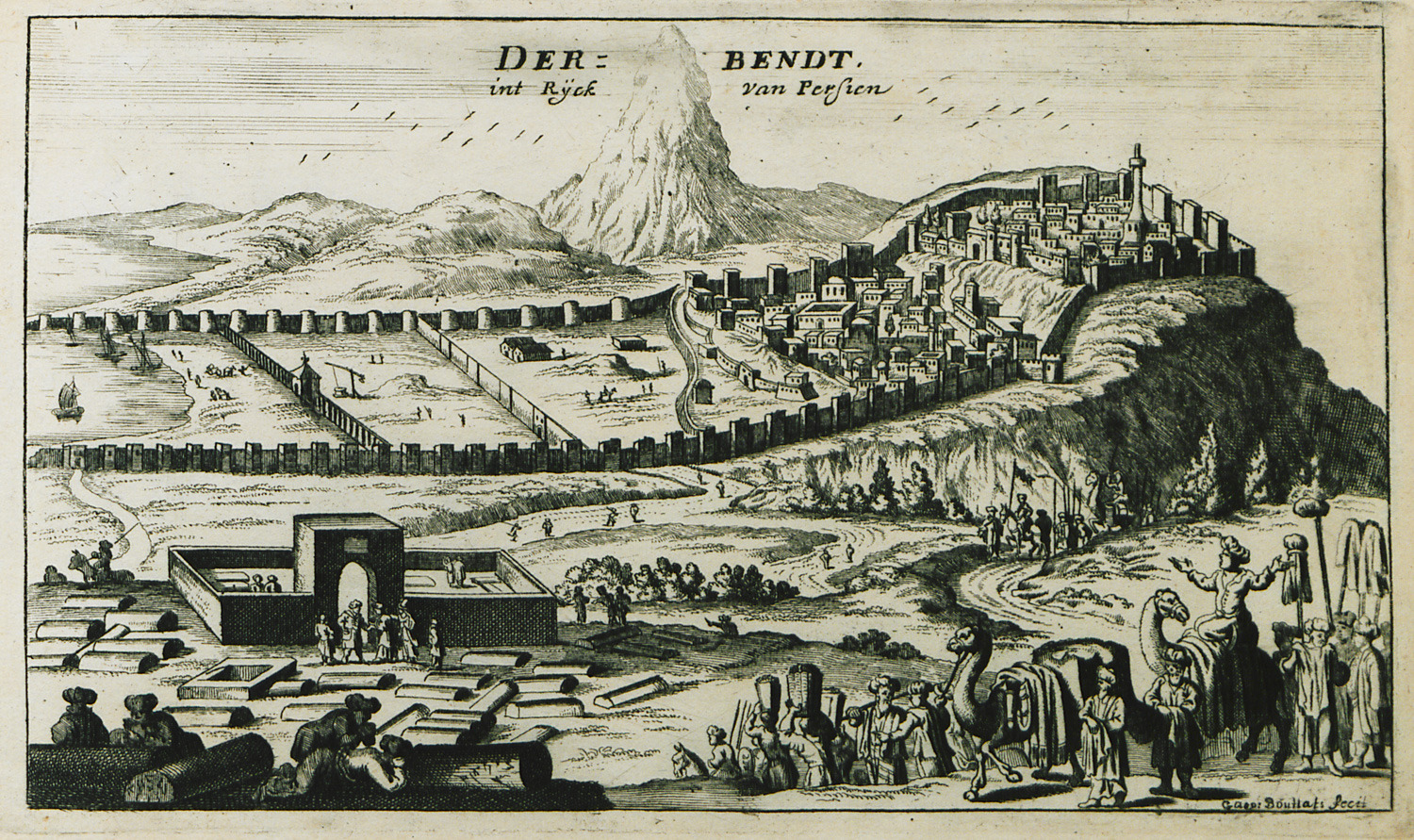
رسمٌ لِمدينة باب الأبواب كما ظهرت سنة 1690م.

شهد عبد الرحمٰن بن ربيعة وسلمان بن ربيعة وبُكير بن عبد الله وكتب مُرضي بن مُقرن وشهد.
يقول اللِّواء محمود شيت خطَّاب أنَّ هذا الاتفاق بين المُسلمين من جهة ومرزبان باب الأبواب من جهةٍ أُخرى، دلَّ على أنَّ المُسلمين كانوا يفرضون الجزية على المغلوبين لِقاء الدفاع عنهم وحمايتهم، فهي تُقابل بدل الخدمة العسكريَّة أو ما يُسمَّى «ضريبة الدفاع»، أمَّا الذين يُدافعون عن أنفُسهم ويُقاتلون عدُّوهم مع المُسلمين، فلا جزية عليهم. وبِذلك افتُتحت باب الأبواب صُلحًا، وكان ذلك سنة 22هـ المُوافقة لِسنة 642م، ولمَّا دخلها المُسلمون وجدوها خاليةً من أهلها الأصليين، فقد استأصلتهم الغارات والحُرُوب، وغادرها أهل الجبال إلى جبالهم، فلم يبقَ فيها غير الجُنُود ومن أعانهم أو اتَّجر معهم.

## المعركة
مات سراقة واستخلف عبد الرحمن بْن ربيعة فأمره عُمر بغزو الترك فتوجه ناحية بلنجر، فقاتل التُرك وغزا مرَّاتٍ مُتعددة، فقالوا: ما اجترأ علينا إلا ومعه الملائكة تمنعهم من الموت، فهربوا منه وتحصنوا، فرجع بالغنيمة والظفر، وقد بلغت خيله مدينة البيضاء على بُعد مائتي فرسخ من بلنجر، وكانت هجمات بدون خسائر بصفوف المسلمين. ففيما يبدو هذه الحملات أنها اتخذت طابع اختبار البلاد وأهلها وجُيُوشها، ولم تهدف إلى تثبيت الفتح فيها في ذلك الوقت.
ثم غزاهم أيام عثمان بن عفان غزوات فظفر كما كان يظفر، حتى تبدل أهل الكوفة لاستعمال عثمان من كان ارتد استصلاحاً لهم فزادهم فساداً، فغزا عبد الرحمن بن ربيعة بعد ذلك فتذامرت الترك واجتمعوا في الغياض فرمى رجلٌ منهم رجلاً من المسلمين على غرة فقتله وهرب عنه أصحابه، فخرجوا عليه عند ذلك فاقتتلوا واشتد قتالهم ونادى منادٍ من الجو: صبراً عبد الرحمن وموعدكم الجنة! فقاتل عبد الرحمن حتى قتل وانكشف أصحابه وأخذ الراية سلمان بن ربيعة أخوه فقاتل بها، ونادى منادٍ من الجو: صبراً آل سلمان! فقال سلمان: أو ترى جزعاً؟ وخرج سلمان بالناس معه أبو هريرة الدوسي على جيلان فقطعوها إلى جرجان، ولم يمنعهم ذلك من إنجاء جسد عبد الرحمن، فهم يستسقون به إلى الآن.